# Wallace Ford
Pour les articles homonymes, voir Ford (homonymie).
Wallace Ford, de son vrai nom Samuel Grundy Jones, est un acteur américain, né le 12 février 1898 à Bolton (Royaume-Uni), et mort le 11 juin 1966 à Woodland Hills, en Californie (États-Unis).

## Filmographie

### Années 1930
- 1929 : Married in Hollywood de Marcel Silver (non crédité)
- 1931 : Fascination (Possessed), de Clarence Brown : Al Manning
- 1931 : Le Reportage tragique (X Marks the Spot) d'Erle C. Kenton : Ted Lloyd
- 1932 : La Bête de la cité (The Beast of the City) de Charles Brabin : Ed Fitzpatrick
- 1932 : La Monstrueuse Parade (Freaks) de  Tod Browning : Phroso
- 1932 : The Wet Parade de Victor Fleming : Jerry Tyler
- 1932 : Ici New York (Are You Listening?) de Harry Beaumont : Larry Barnes
- 1932 : Skyscraper Souls d'Edgar Selwyn : Slim
- 1932 : Nuit d'aventures (Central Park) de John G. Adolfi : Rick
- 1932 : Hypnotized de Mack Sennett : Bill Bogard
- 1933 :  Entrée des employés (Employees' Entrance) de Roy Del Ruth : Martin West
- 1933 : Night of Terror (en) de Benjamin Stoloff : Tom Hartley
- 1933 : The Big Cage (en) de Kurt Neumann : Russ Penny
- 1933 : La Lune à trois coins (Three-Cornered Moon) d'Elliott Nugent : Kenneth Rimpleger
- 1933 : Goodbye Again de Michael Curtiz : Arthur Westlake
- 1933 : My Woman (en) de Victor Schertzinger : Chick Rollins
- 1933 : Headline Shooter (en) d'Otto Brower : Mike
- 1933 : East of Fifth Avenue (en) d'Albert S. Rogell : Vic
- 1934 : A Woman's Man (en) d'Edward Ludwig : Joe Flynn
- 1934 : La Patrouille perdue (The Lost Patrol) de John Ford : Morelli
- 1934 : Les Hommes en blanc (Men in White), de Richard Boleslawski : Shorty
- 1934 : Money Means Nothing (en) d'Herbert Wilcox : Kenneth 'Kenny' McKay
- 1934 : The Mysterious Mr. Wong (en) de William Nigh : Jason H. 'Jay' Barton
- 1934 : The Man Who Reclaimed His Head d'Edward Ludwig : Curly
- 1935 : Toute la ville en parle (The Whole Town's Talking) de John Ford : Healy ('Record' reporter)
- 1935 : In Spite of Danger (en) de Lambert Hillyer : Bob Crane
- 1935 : The Nut Farm (en) de Melville W. Brown : Willie Barton
- 1935 : One Frightened Night (en) de Christy Cabanne : Joe Luvalle
- 1935 : Le Mouchard (The Informer) de John Ford : Frankie McPhillip
- 1935 : The Swellhead de James Flood : Terry McCall
- 1935 : Men of the Hour (en) de Lambert Hillyer : Andy Blane
- 1935 : Get That Man (en)  de Spencer Gordon Bennet  : Jack Kirkland / John Prescott (II)
- 1935 : Gosse de riche (She Couldn't Take It) de Tay Garnett : Finger Boston
- 1935 : Mary Burns, Fugitive (en) de William K. Howard : Harper
- 1935 : Another Face de Christy Cabanne : Joe Haynes, press agent
- 1936 : Le Mystère de Mason Park (Two in the Dark) de Benjamin Stoloff : Harry Hillyer
- 1936 : Absolute Quiet de George B. Seitz : Jack
- 1936 : La Taverne maudite (The Rogues' Tavern) de Bob Hill : Jimmy Kelly
- 1936 : A Son Comes Home (en) d'Ewald André Dupont : Steve
- 1937 : Au service de Sa Majesté (O.H.M.S) de Raoul Walsh : Jimmy Tracy
- 1937 : Jericho de Thornton Freeland : Mike Clancy
- 1937 : Exiled to Shanghai (en) de Nick Grinde et Armand Schaefer : Ted Young
- 1938 : Swing It, Sailor! (en) de Raymond Cannon : Pete Kelly
- 1938 : Stardust (en) de Melville W. Brown : Peter Jackson
- 1938 : The Marines Come Thru (en) de Louis Gasnier : Pvt. 'Singapore' Stebbins
- 1939 : Back Door to Heaven (en) de William K. Howard : Francis ('Frankie') Rogers

### Années 1940
- 1940 : Isle of Destiny (en) d'Elmer Clifton : 'Milly' Barnes
- 1940 : Two Girls on Broadway de S. Sylvan Simon : Jed Marlowe
- 1940 : Love, Honor and Oh-Baby! (en) de Charles Lamont : Joe Redmond
- 1940 : Scatterbrain (en) de Gus Meins : Sam Maxwell
- 1940 : La Main de la momie (The Mummy's Hand) de Christy Cabanne : Babe Jenson
- 1940 : Give Us Wings (en) de Charles Lamont : Mr York
- 1941 : Suicide ou Crime (A Man Betrayed) de John H. Auer : Casey 'Globe'
- 1941 : Roar of the Press (en) de Phil Rosen : Wally Williams
- 1941 : Murder by Invitation (en) de Phil Rosen : Bob White
- 1941 : Blues in then Night d'Anatole Litvak : Brad Ames
- 1942 : Échec à la Gestapo (All Through the Night) de Vincent Sherman : Spats Hunter, Gloves' lawyer
- 1942 : Inside the Law (en) de Hamilton MacFadden : Billy
- 1942 : La Tombe de la Momie (The Mummy's Tomb) de Harold Young : 'Babe' Hanson
- 1942 : Scattergood Survives a Murder (en) de Christy Cabanne : Wally Collins
- 1942 : Seven Days Leave de Richard Wallace : Sergent Mead
- 1943 : L'Ombre d'un doute (Shadow of a Doubt) d'Alfred Hitchcock : Fred Saunders
- 1943 : L'Homme-singe (The Ape Man) de William Beaudine : Jeff Carter
- 1943 : La Croix de Lorraine (The Cross of Lorraine) de Tay Garnett : Pierre Flandeau
- 1944 : Les Saboteurs (Secret Command) de A. Edward Sutherland : Miller
- 1944 : Machine Gun Mama (en) de Harold Young : John O'Reilly
- 1945 : Du sang dans le soleil (Blood on the Sun) de Frank Lloyd : Ollie Miller
- 1945 : Le Grand John (The Great John L.) de Frank Tuttle : McManus
- 1945 : On Stage Everybody (en) de Jean Yarbrough : Emmett Rogers
- 1945 : La Maison du docteur Edwardes (Spellbound) d'Alfred Hitchcock : Hotel masher
- 1945 : Les Sacrifiés (They Were Expendable) de John Ford
- 1946 : A Guy Could Change (en) de William K. Howard : Bill Conley
- 1946 : Les Vertes Années (The Green Years) de Victor Saville : James 'Jamie' Nigg
- 1946 : Le Retour à l'amour (Lover Come Back) de William A. Seiter : Tubbs
- 1946 : Rendezvous with Annie d'Allan Dwan : Al Morgan
- 1946 : L'Ange noir (Black Angel) de Roy William Neill : Joe
- 1946 : Crack-Up (en) d'Irving Reis : Lt. Cochrane
- 1947 : En marge de l'enquête (Dead Reckoning) de John Cromwell : McGee
- 1947 : La Cité magique (Magic Town) de William A. Wellman : Lou Dicketts
- 1947 : La Brigade du suicide (T-Men) d'Anthony Mann : le combinard
- 1948 : The Man from Texas (en) de Leigh Jason : Jed
- 1948 : Shed No Tears (en) de Jean Yarbrough : Sam Grover
- 1948 : Ton heure a sonné (Coroner Creek) de Ray Enright : Andy West
- 1948 : Embraceable You (en) de Felix Jacoves : Ferria
- 1948 : Belle Starr's Daughter (en) de Lesley Selander : Lafe Bailey
- 1949 : Nous avons gagné ce soir (The Set-Up) de Robert Wise : Gus
- 1949 : Red Stallion in the Rockies (en) de Ralph Murphy: Talky Carson

### Années 1950
- 1950 : Dakota Lil (en) de Lesley Selander : Carter
- 1950 : Les Furies (The Furies) d'Anthony Mann : Scotty Hyslip
- 1950 : Trafic en haute mer (The Breaking Point) de Michael Curtiz : F.R. Duncan
- 1950 : Harvey de Henry Koster : le chauffeur de taxi
- 1951 : Menace dans la nuit (He Ran All the Way) de John Berry : Fred Dobbs
- 1951 : Le Sentier de l'enfer (Warpath) de Byron Haskin : Pvt. 'Irish' Potts
- 1951 : Elle cherche un millionnaire (Painting the Clouds with Sunshine) de David Butler : Sam Parks
- 1952 : Rodeo (en) de William Beaudine : Barbecue Jones
- 1952 : Flesh and Fury (en) de Joseph Pevney : Jack 'Pop' Richardson
- 1953 : The Great Jesse James Raid (it) de Reginald Le Borg : Elias Hobbs
- 1953 : The Nebraskan (en) de Fred F. Sears : 'Mac' McBride
- 1954 : Belle mais dangereuse (She Couldn't Say No) de Lloyd Bacon : Joe Wheelen
- 1954 : L'Homme des plaines (The Boy from Oklahoma) de Michael Curtiz : Postmaster Wally Higgins
- 1954 : Le Nettoyeur (Destry) de George Marshall : Doc Curtis
- 1954 : Le clown est roi (3 Ring Circus) de Joseph Pevney : Sam Morley
- 1955 : Un jeu risqué (Wichita) de Jacques Tourneur : Arthur Whiteside
- 1955 : L'Homme de la plaine (The Man from Laramie) d'Anthony Mann : Charley O'Leary
- 1955 : Une femme extraordinaire (Lucy Gallant) de Robert Parrish : Gus Basserman
- 1955 : Ville sans loi (A Lawless Street) de Joseph H. Lewis : Dr Amos Wynn
- 1955 : Les Forbans (The Spoilers) de Jesse Hibbs : Flapjack Simms
- 1956 : La Horde sauvage (The Maverick Queen) de Joseph Kane : Jamie
- 1956 : Attaque à l'aube (en) (The First Texan) de Byron Haskin : Henry Delaney
- 1956 : Johnny Concho de Don McGuire : Albert Dark
- 1956 : Thunder Over Arizona (en) de Joseph Kane : Hal Stiles
- 1956 : Stagecoach to Fury (en) de William F. Claxton : Lester Farrell
- 1956 : Le Faiseur de pluie (The Rainmaker) de Joseph Anthony : Shériff Howard Thomas
- 1958 : Crépuscule sur l'océan (Twilight for the Gods) de Joseph Pevney : le vieux Brown
- 1958 : La Meneuse de jeu (The Matchmaker) de Joseph Anthony : Malachi Stack
- 1958 : La Dernière Fanfare (The Last Hurrah) de John Ford : Charles J. Hennessey
- 1959 : L'Homme aux colts d'or (Warlock) : Juge Holloway
- 1959 : The Deputy (série TV) : Herb Lamson

### Années 1960
- 1960 : Tess of the Storm Country (en) de Paul Guilfoyle : Fred Thorson
- 1965 : Un coin de ciel bleu (A Patch of Blue) de Guy Green : Ole Pa